# Sarothrias bournei
Sarothrias bournei  (лат.) — вид мелких жуков рода Sarothrias из семейства Якобсонииды (Jacobsoniidae). Эндемик острова Новая Британия.

## Распространение
Папуа — Новая Гвинея, Новая Британия (Pomio).

## Описание
Очень мелкие жуки, которые имеют длину 1,8 мм, желтовато-коричневого цвета. Максимальная ширина 0,58 мм. Надкрылья матовые. Эпиплевральный и латеральный кили оканчиваются на одном уровне.
Формула лапок 3-3-3, булава усиков 3-члениковая.
Вид Sarothrias bournei Ślipiński, 1986 был впервые описан в 1986 году энтомологом S. A. Ślipiński (и назван в честь сборщика типовой серии Bourne), а его валидный статус подтверждён в ходе ревизии, проведённой в 2015 году китайскими энтомологами (Wen-Xuan Bi, Шанхай; Chang-Chin Chen, Tianjin New Wei San Industrial Company, Limited, Tianjin; Mei-Ying Lin, National Zoological Museum of China, Пекин, Китай).